# Sergei Terehhov
Sergei Terehhov   (Pärnu, 18 d'abril de 1975) és un exfutbolista estonià de la dècada de 2000.
Fou 94 cops internacional amb la selecció d'Estònia. Pel que fa a clubs, defensà els colors de Tervis Pärnu, Pärnu Kalev, Tallinna Sadam, Flora Tallinn, Brann, Haka, Shinnik Yaroslavl, Honka, TVMK Tallinn i Nõmme Kalju.
Un cop retirat fou entrenador a Nõmme Kalju.